# Kurt Bingler
Kurt Bingler, nemški general in vojaški zdravnik, * 12. oktober 1888, Mudau, Baden, † 22. januar 1972, Garmisch-Partenkirchen.